# Tadeusz Kuntz

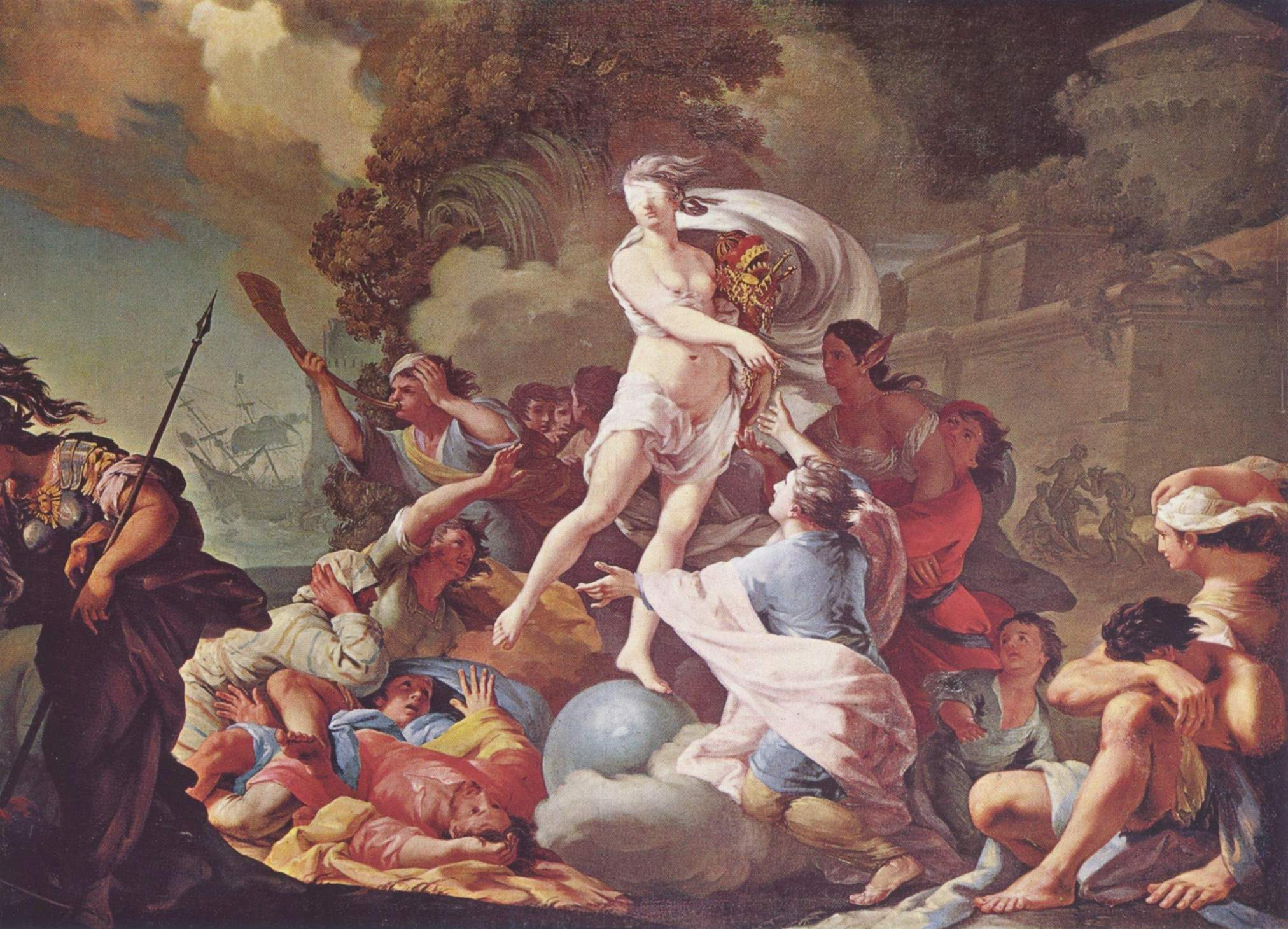
T. Kuntze, Fortuna 1754, Museu Narodowe w Warszawie

Tadeusz Kuntz o Tadeusz Kuntze (20 d'abril de 1727 a Zielona Góra - 8 de maig de 1793 a Roma) va ser un pintor polonès nascut a Zielona Góra (Silèsia)
La mare del pintor Federico de Madrazo i Kuntz, Isabel Kuntz y Valentini, era filla de Tadeusz Kuntz.
Va ser un dels pintors més destacats en el segle xviii. Era l'artista de la Cort del bisbe Stanislaw Zaluski. Va passar la major part de la seva vida a Itàlia on l'anomenaven Tadeo Pollacco. Va fer especialment pintura religiosa a ciutats de Polònia i Itàlia.
Té un museu dedicat a ell a Zielona Góra anomenat: Muzeum Ziemi Lubuskiej w Zielonej Górze